# Jardin botanique littoral de Saint-Jean-de-Luz
Le Jardin botanique littoral de Saint-Jean-de-Luz est un jardin botanique situé à Saint-Jean-de-Luz en France, au bord du sentier littoral surplombant l'océan, juché sur la falaise littorale d’Archilua. 
Ce jardin de 2,5 ha a pour vocation principale de présenter la flore typique du littoral de la Côte Basque : la lande côtière, les dunes, les forêts et milieux humides. Des collections thématiques complètent la visite dans un labyrinthe fleuri, des collections exotiques ou des carrés de plantes utiles…
Anciennement nommé Jardin botanique littoral Paul-Jovet, il rend hommage à Paul Jovet, botaniste et phytosociologue, élève de Gaston Bonnier, qui a entamé sa carrière en région parisienne après la Première Guerre mondiale et qui s'est notamment intéressé à la notion de climax et à l'influence de l'histoire sur le végétal,,. 

## Description
Des collections paysagées[réf. nécessaire] sont présentées au public : plantes utiles, labyrinthe des familles botaniques, plantes des cinq continents, etc.

## Gestion
La mairie de Saint-Jean-de-Luz gère ce jardin selon des techniques naturelles. L'équipe mène également des missions de restauration et de gestion des milieux naturels du littoral. Chaque intervention met l'accent sur les bons gestes afin d'agir positivement sur l'environnement.

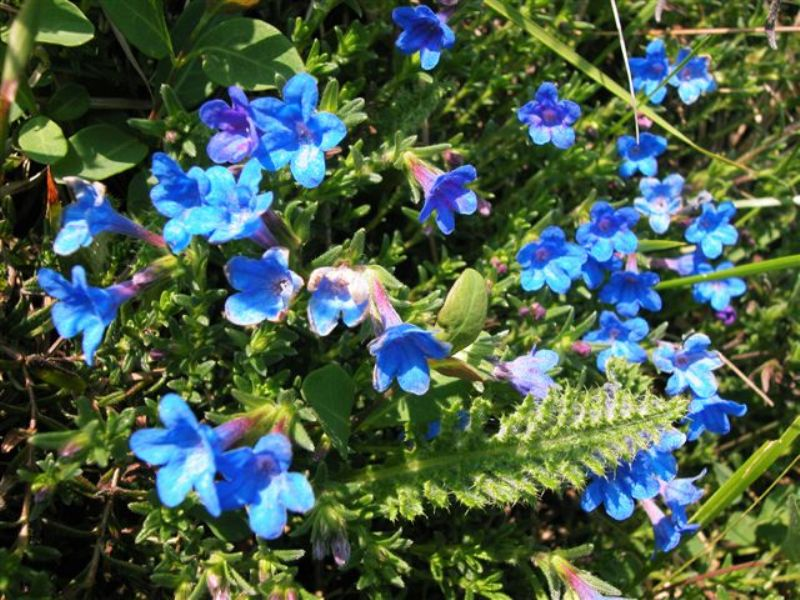
Le grémil prostré est une espèce protégée et endémique de la Côte Basque.
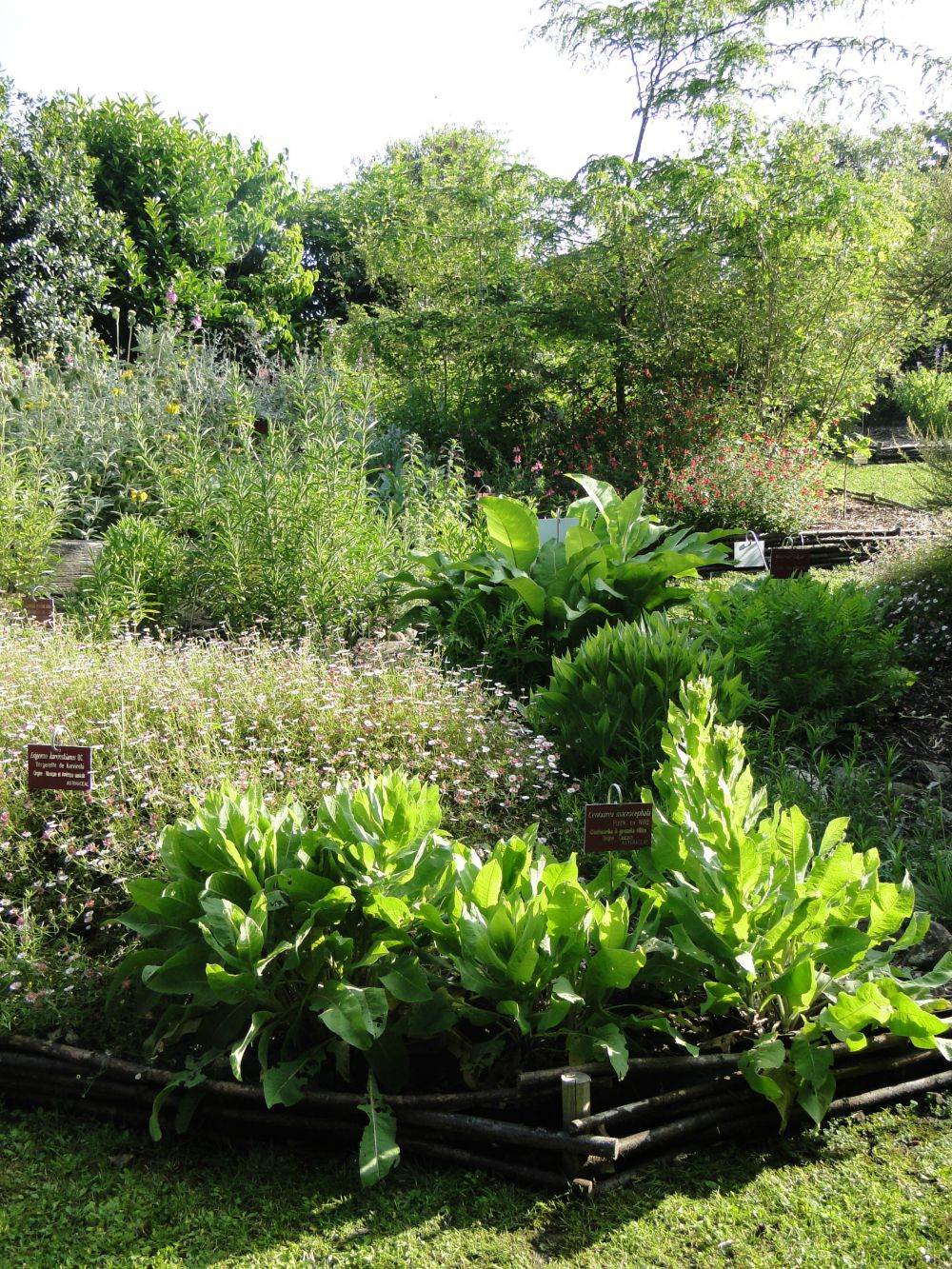
Le labyrinthe présente une collection d'arbustes en majorité odorants.

## Rôle pédagogique

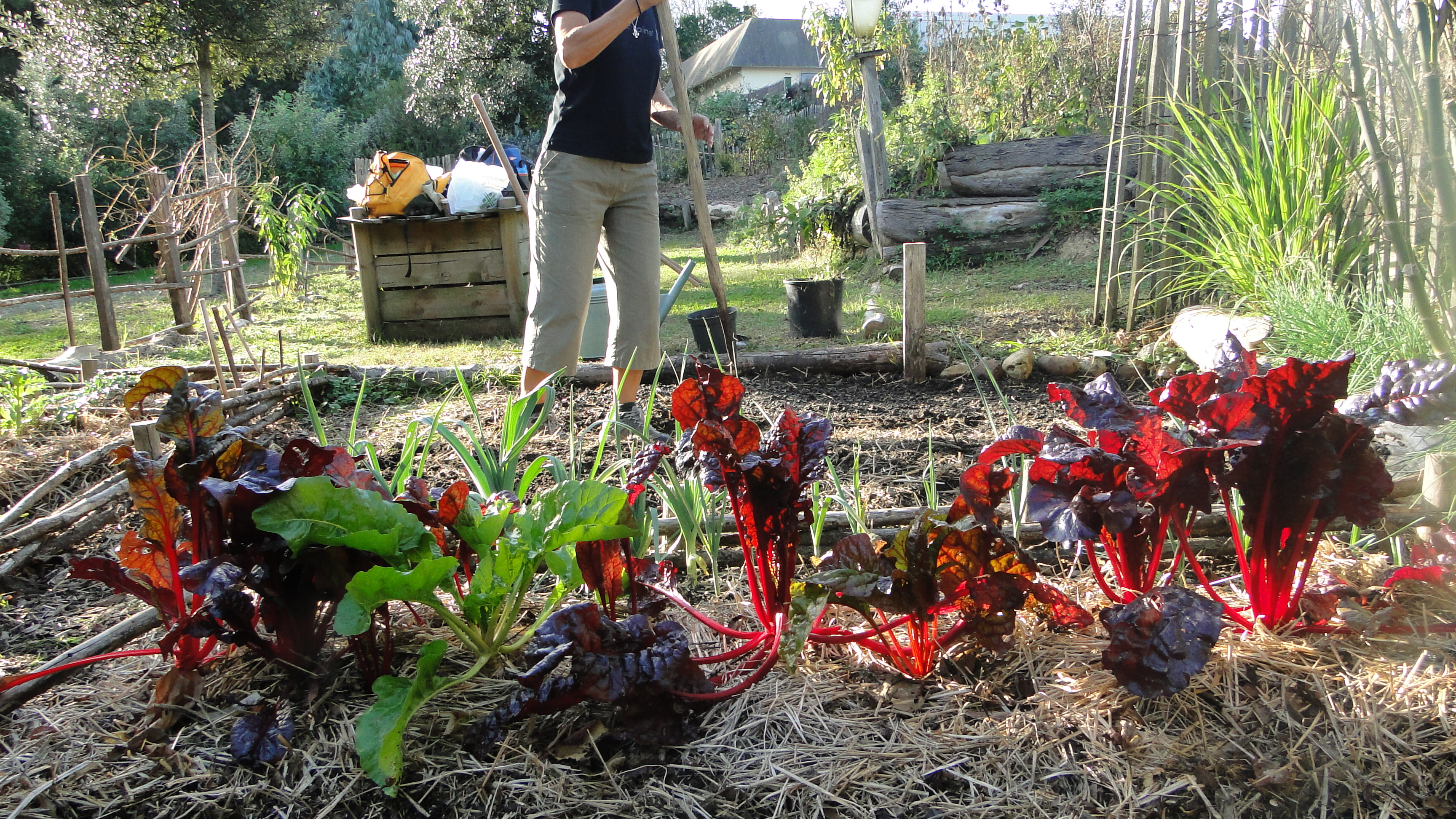
Le jardin botanique propose des ateliers « jardinage » au grand public.

Le jardin est un support pédagogique qui permet de développer les connaissances sur les milieux naturels et le monde végétal.
Des thèmes et problématiques liés au développement durable peuvent y être développées en lien avec les programmes scolaires : la biodiversité ; la gestion des déchets, l'alimentation, la préservation des paysages, etc.